# Фиктивный брак

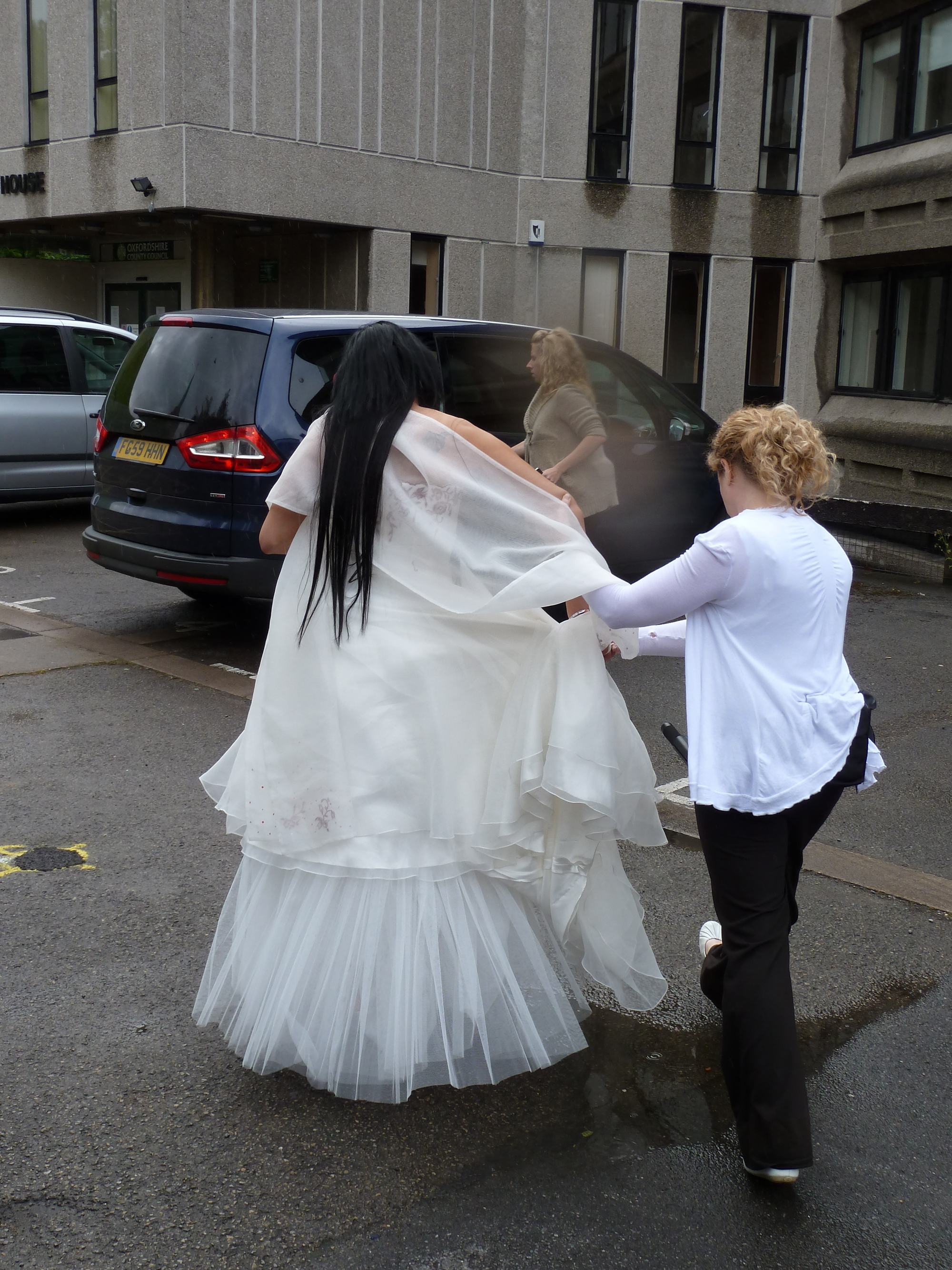
Сотрудница UK Border Agency, предотвратившая заключение фиктивного брака, уводит невесту

Фиктивный брак — это юридическое оформление брака без намерения создать семью, но с иными целями, например, получение гражданства, льгот от государственных или муниципальных служб. Фиктивный брак может заключаться обоими лицами бескорыстно по отношению друг к другу или с приобретением одним из супругов материальных или иных выгод от второго супруга.

## Примеры фиктивных браков
- До получения равноправия с мужчинами, женщины нередко использовали фиктивный брак для приобретения независимости от родителей и большей свободы занятий; так, Софья Ковалевская вступила в фиктивный брак с Владимиром Ковалевским, чтобы жить за границей и заниматься наукой. Нередким был фиктивный брак в среде русских революционеров второй половины XIX в.[1], он изображён и в литературе (брак Веры Павловны и Лопухова в «Что делать?» Чернышевского; прототипами для Чернышевского служили участники Знаменской коммуны в Петербурге). Нередки были случаи, когда фиктивный брак становился впоследствии настоящим (упомянутый союз Ковалевских).
- Браки могут заключаться с целью предоставления иностранному супругу вида на жительство или гражданства страны пребывания[2].
- В обществах, где гомосексуальность наказуема или отрицательно влияет на репутацию, практикуются фиктивные браки, в которых по крайней мере один партнёр имеет гомосексуальную и/или гоморомантичную ориентацию (по факту человек может быть и асексуальным гоморомантиком). Подобные браки (известные как «лавандовые браки») были распространены в XX веке среди актёров Голливуда.
- Целью заключения фиктивного брака может быть приобретение льгот и других материальных выгод.

## Законодательство относительно фиктивных браков

### Россия
Согласно статье 27 Семейного кодекса РФ, фиктивный брак не признаётся в России, и к нему могут быть применены последствия ничтожной сделки (статья 170 Гражданского кодекса) по решению суда, включая аннулирование записи о браке в актах гражданского состояния с момента регистрации фиктивного брака (в отличие от процедуры расторжения брака). Если лица, заключившие фиктивный брак, до рассмотрения дела судом фактически создали семью, такой брак не может быть признан судом фиктивным (п. 3 ст. 29 СК РФ).

### Беларусь
После июля 2010 года Департамент по гражданству и миграции, формально оставив законодательство тем же, активизировал отработку фиктивных браков. Поэтому отпал смысл заключения фиктивных браков. В Минске и в регионах заметно сократилось количество заявлений на браки с иностранцами.

### Украина
Украинское законодательство не предусматривает ни уголовной, ни административной ответственности за фиктивный брак. А в случае возникновения разногласий его можно признать недействительным и попытаться взыскать материальный и моральный ущерб. Пункт 2 статьи 40 Семейного кодекса Украины гласит: «Брак признается недействительным по решению суда в случае его фиктивности. Брак является фиктивным, если он заключен женщиной и мужчиной или одним из них без намерения создания семьи и обретения прав и обязанностей супружества».